# رایزینگنگار
رایزینگنگار (به انگلیسی: Raisinghnagar) یک منطقهٔ مسکونی در هند است که در بخش سری گانگاناگر واقع شده‌است. رایزینگنگار ۲۸٬۳۳۰ نفر جمعیت دارد و ۱۶۰ متر بالاتر از سطح دریا واقع شده‌است.